# 田中奈緒子
田中 奈緒子（たなか なおこ、1975年 - ）は、ドイツを拠点とする日本出身の現代美術家である。造形芸術と舞台芸術の境界領域で活動し、インスタレーションとコレオグラフィーが深く結びついた作品で知られる。

## 経歴
東京芸術大学美術学部絵画科油画専攻卒、同大学院美術研究科修士過程修了。1999年から2001年までドイツ・デュッセルドルフ美術アカデミー留学（マグダレナ・イェテロヴァに師事）。
2001年より2010年まで、コレオグラファーであるモルガン・ナルディと共にアーティスト・ユニット ルディカ として活動し、数々の舞台作品を生み出す。
2010年、コンセプトから舞台造形、演出、音響、パフォーマンスまで全て一人で担当する制作スタイルでソロ活動を開始し、インスタレーション・パフォーマンスのシリーズ Schatten-Trilogie影の三部作 を発表。
第１部 Die Scheinwerferin(邦題: 光を投げる女) は、Festival ImPulsTanz(インプルスダンス、オーストリア/ウィーン)、Zürcher Theaterspektakel(テアター・スペクタクル、スイス/チューリヒ)等にて受賞。また、第２部となるAbsolute Helligkeit(邦題: 絶対光度／絶対等級) は 大地の芸術祭 越後妻有アートトリエンナーレ2015、第３部となるUnverinnerlicht(邦題: 内在しない光) は 京都国際舞台芸術祭 KYOTO EXPERIMENT 2017 にて日本公演。
このシリーズにより、田中は独自の表現形態、すなわちインスタレーションをパフォーマンスとして動的に展開する手法を確立し、2016年までに欧州14カ国の芸術祭にて公演。光、影、作家の手によるオブジェが、作家自身の関わりによって時間的・空間的なコンポジションとして振付られ、観客に独特な知覚体験をもたらす。
2018年発表の STILL LIVES では、場そのものの持つ個性と力を顕在化させるアプローチにより、KYOTO EXPERIMENT 2018において元離宮二条城を会場として新たな展開を見せた。
造形作品やインスタレーションの発表のほか、ドイツ在住の音楽家オヴァル／マーカス・ポップ とのコラボレーションによる視覚音響パフォーマンスや、フランスの音楽家コリーン／セシル・スコットのミュージックビデオ制作など、活動の幅は広い。
ドイツ、ベルギー、フランスの大学または研究機関でワークショップやレクチャーを行う。2014年にはドイツ・ライプツィヒ大学の演劇学科にて客員芸術講師を務めた。
ベルリン在住。

## パフォーマンス・プロダクション
- 2023  Milliarden Jahre Widerhall (初演: Sophiensæle ベルリン、ドイツ)
- 2018  STILL LIVES (初演: Sophiensæle ベルリン、ドイツ) (日本公演: 2018 元離宮二条城)
- 2016  Zone (初演: 越後妻有里山現代美術館キナーレ)
- 2015  Unverinnerlicht (初演: Sophiensæle ベルリン、ドイツ) (日本公演: 2017 ロームシアター京都)
- 2012  Absolute Helligkeit (初演: Sophiensæle ベルリン、ドイツ) (日本公演: 2015 大地の芸術祭)
- 2011  Die Scheinwerferin (初演: Sophiensæle ベルリン、ドイツ) (日本公演: 2014 中房総国際芸術祭いちはらアート×ミックス)

## 主な展覧会、芸術祭・演劇祭
- 2024  Festival Theater der Dinge (Schaubude ベルリン、ドイツ)
- 2024 百年後芸術祭 - 内房総アートフェス
- 2018  KYOTO EXPERIMENT 2018 『STILL LIVES』公演 (元離宮二条城、京都)
- 2017  KYOTO EXPERIMENT 2017『内在しない光』公演 (ロームシアター京都)
- 2016 物質の夢想 (個展) (越後妻有里山現代美術館キナーレ、新潟)
- 2015  大地の芸術祭 越後妻有アートトリエンナーレ
- 2014  中房総国際芸術祭いちはらアート×ミックス
- 2014  Theaterfestival FAVORITEN（ドルトムンド、ドイツ）
- 2013  18. Internationales Figurentheater-Festival（エアランゲン、ドイツ）
- 2013  ]domaines[, National Choreographic Center（モンペリエ、フランス）
- 2013  Danae Festival（ミラノ、イタリア）
- 2012  NEXT Festival Buda（コルトリック、ベルギー）
- 2012  Zürcher Theater Spektakel（チューリヒ、スイス）
- 2012  ImPulsTanz ( Kasino am Schwarzenbergplatz ウィーン、オーストリア）
- 2012  TJCC Festival（Théâtre de Gennevilliers パリ、フランス）
- 2012  Scheinbar wirklich (Nidwaldner Museum スタンス、スイス）

## 常設インスタレーション
- 2020年より – The Faraway House 彼方の家（月出工舎、千葉）[13]
- 2013年より – Gnade des Kranichs, Kranich Museum（ヘッセンベルグ、ドイツ）[14]

## 受賞歴と主なスカラシップ
- 2025 Research scholarship(Performing Arts), Kunststiftung NRW ドイツ
- 2024 Fellowship, PACT Zollverein ドイツ
- 2015/2019 Work and research grant ベルリン州政府文化局　ドイツ
- 2012 ZKB Acknowledgment Prize, Zürcher Theater Spektakel スイス
- 2012 Prix Jardin d' Europe 2012, Festival ImPulsTanz オーストリア
- 2011 the Aword for the particular expressivity on the border areas between theatrical and other arts on 38th International Festival of Alternative and New Theatre, Festival INFANT, Novi Sad セルビア
- 2010-12 文化庁新進芸術家海外留学制度研修員
- 2009 ポーラ美術振興財団在外研修
- 1999 ユニオン造形文化財団在外研修

## 書籍
- 影の三部作 : 田中奈緒子、多和田葉子、ハルトムート・べーメ、ガブリエレ・ブラントシュテッタ―他　発行　Naoko Tanaka in Koproduktion mit Sophiensaele, Berlin 2017 販：郁文堂 ISBN  9783981877427